# William Howson (cầu thủ bóng đá)
William Howson (sinh năm 1892) là một cầu thủ bóng đá người Anh thi đấu ở vị trí tiền đạo.

## Sự nghiệp
Sinh ra ở Garforth, Howson thi đấu cho Castleford Town, Bradford City và Oldham Athletic. Đối với Bradford City, ông có 58 lần ra sân ở Football League; và cũng chơi 6 trận ở Cúp FA.